# Richard Meier

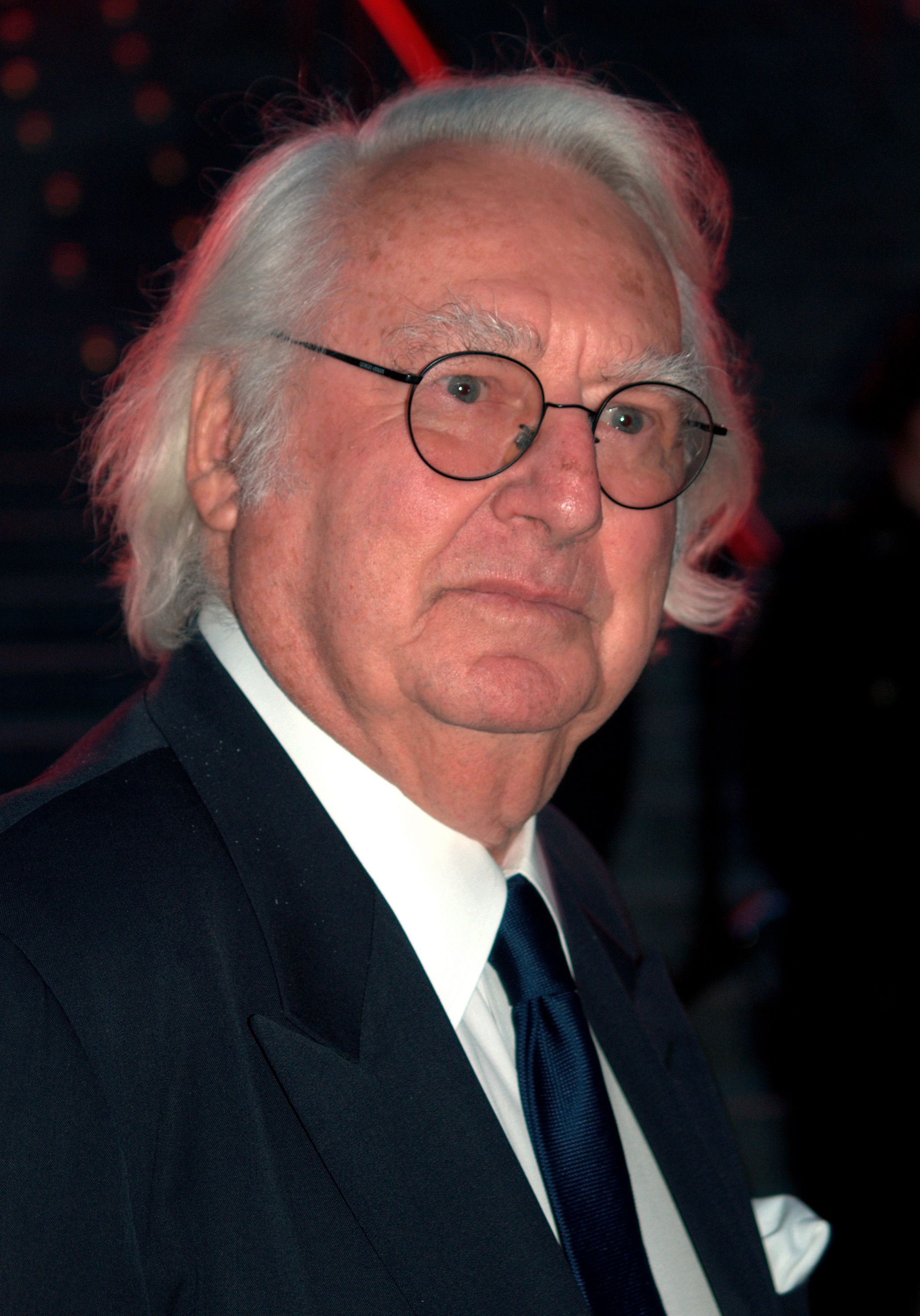
Richard Meier

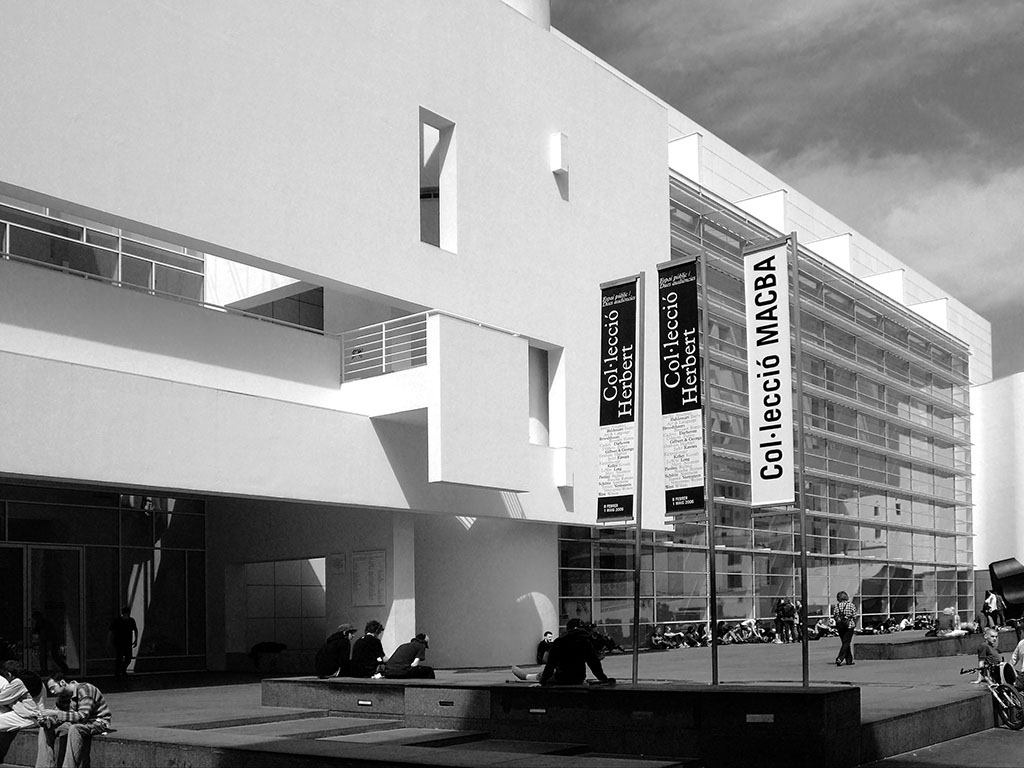
Barcelonas museum för samtidskonst.

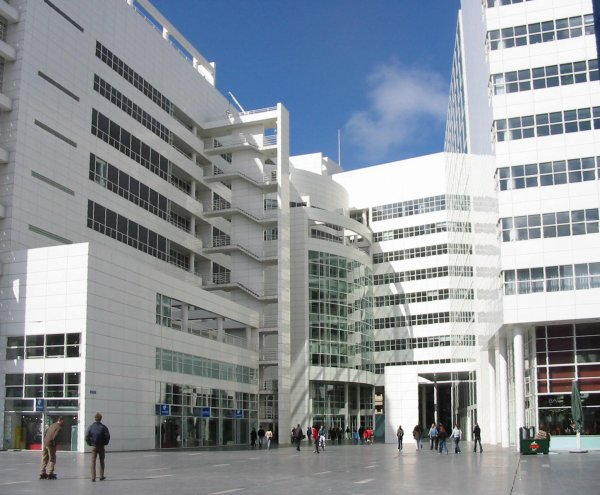
Stadshuset i Haag, 1986-94.

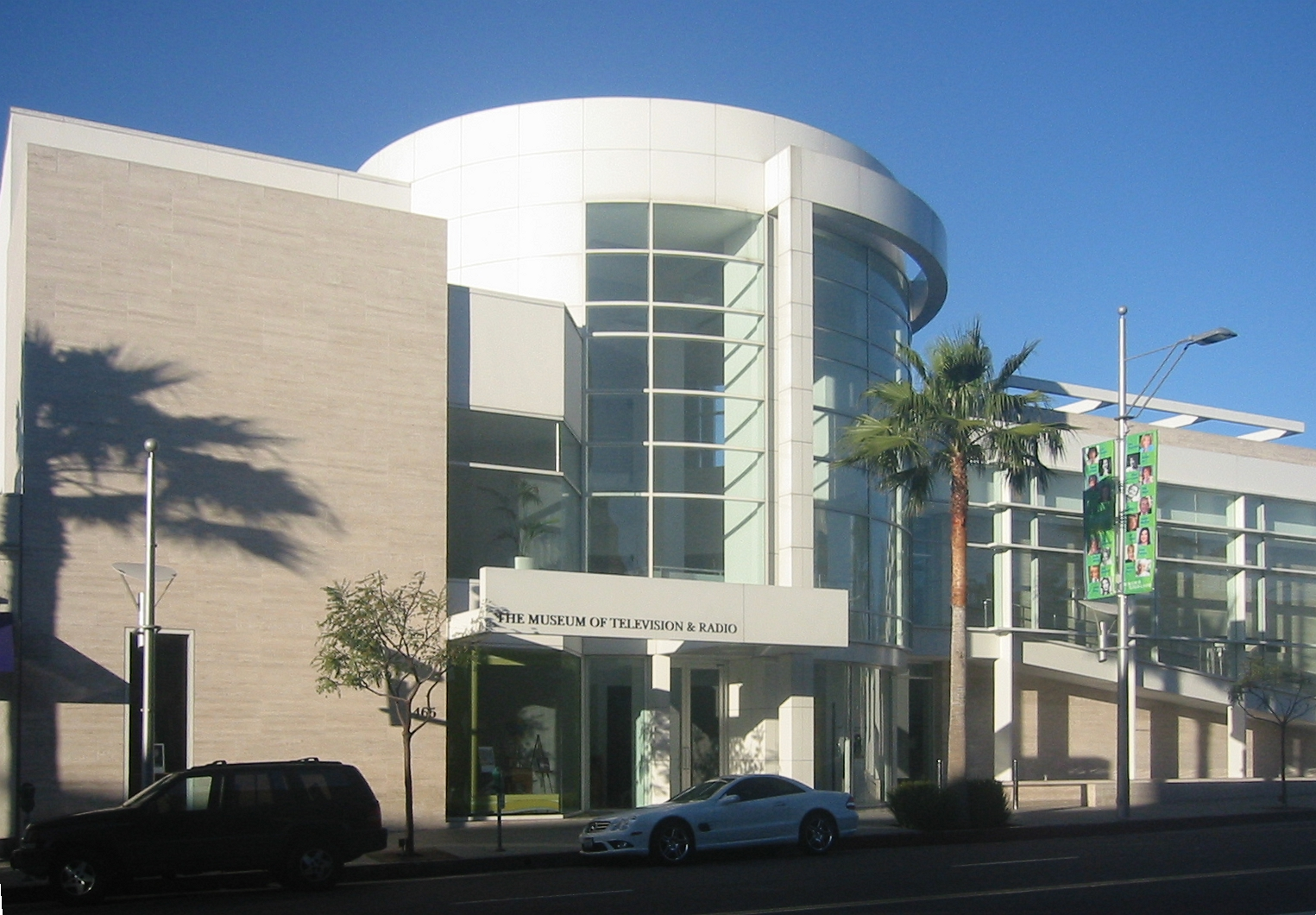
Museum for Television and Radio i Beverly Hills.

Richard Alan Meier, född 12 oktober 1934 i Newark, New Jersey, är en amerikansk arkitekt.
Richard Meier studerade vid  Cornell University med examen 1957. Han arbetade först för Skidmore, Owings, and Merrill och sedan för Marcel Breuer. Han grundade därefter sitt eget kontor 1963. 
Han har under hela sin karriär verkat i en enhetlig nymodernistisk stil influerad av Le Corbusier. Meiers byggnader i vit emalj och glas, med lätta, skulpturala trappkonstruktioner framför partier i glas, utgör samtliga variationer på samma tema. Under 1980-talet bildade hans formgivning en brygga tillbaka till den tidiga modernismen.
Han mottog Pritzkerpriset 1983. Han är medlem av arkitektgruppen The New York Five.

## Verk i urval
- Teachers Village, Newark, New Jersey, USA 2013
- Vitrum Apartments, Bogotá, Colombia, 2013 [1]
- Vinci Partners Corporate Headquarters, Rio de Janeiro, Brasilien, 2012 [2]
- Bodrum Houses, Bodrum, Turkiet, 2010–present
- International Coffee Plaza, Hamburg, Tyskland, 2010
- On Prospect Park, Brooklyn, NY, 2003–2008[3]
- Weill Hall, Ithaca, New York, 2008
- University of Scranton, Connolly Hall, Scranton, Pennsylvania, USA 2007
- San Jose City Hall, San Jose, Kalifornien, 2004–2007
- Arp Museum, Remagen-Rolandseck, Tyskland 2008
- Prague City Tower, Prag, Tjeckien, 2004–2007
- Ara Pacis Museum, Rom, Italien, 2006
- Museum Frieder Burda, Baden-Baden, Tyskland, 2004
- Kyrkan Dio Padre Misericordioso, Rom, Italien, 2003
- 66 (restaurang), New York, USA, 2001-02
- Museum of Television and Radio, Beverly Hills, Kalifornien, USA, 1996
- Hypobank International S.A., Luxemburg, 1994
- Museo de Arte Contemperaneo (MACBA), Barcelona, Spanien, 1992–1995
- Weishauptforum (yrkesskola), Ulm, Tyskland, 1992–1994
- Daimler-Benz forskningscentrum, Ulm, Tyskland, 1992–1994
- Stadthaus Ulm (kulturhus), Ulm, Tyskland, 1992–1994
- Kontorshus för Siemens, München, Tyskland, 1990
- Canal+ (studio och kontor), Paris, Frankrike, 1988–1992
- Madison Square Garden (utvecklingsprojekt), New York, USA, 1987
- Stadshuset i Haag, Haag, Nederländerna, 1986–1994
- Ackerberg House, Malibu, Kalifornien, USA, 1986
- Grotta House, Harding Township, New Jersey, USA, 1984-89
- Westchester House, Westchester County, New York, USA, 1984-86
- Bridgeport Center, Bridgeport, Connecticut, USA, 1984-88
- Getty Center, Los Angeles, Kalifornien, USA, 1984-97
- Des Moines Art Center Extension 2, Des Moines, Iowa, USA, 1982-85
- The High Museum of Art, Atlanta, Georgia, USA, 1980-83
- Museum Angewandte Kunst, Frankfurt am Main, Tyskland, 1979-85
- Clifity Creek Elementary School, Columbus, Indiana, USA, 1979-82
- The Hartford Seminary (skola), Hartford, Connecticut, USA, 1978-81
- The Atheneum, New Harmony, Indiana, USA, 1975-79
- Douglas House, Harbor Springs, Michigan, USA, 1973
- Shamberg House, Chappaqua, New York, USA, 1972-74
- Bronx Development Center for the Mentally Retarded, New York, USA, 1970-76
- Pound Ridge House, USA, 1969
- Weinstein House, Old Westbury, New York, 1969-71
- Saltzmann House, East Hampton, New York, 1967-69
- Smith House, Darien, Connecticut, USA, 1965-67